# Martin Scholz (Moderator)

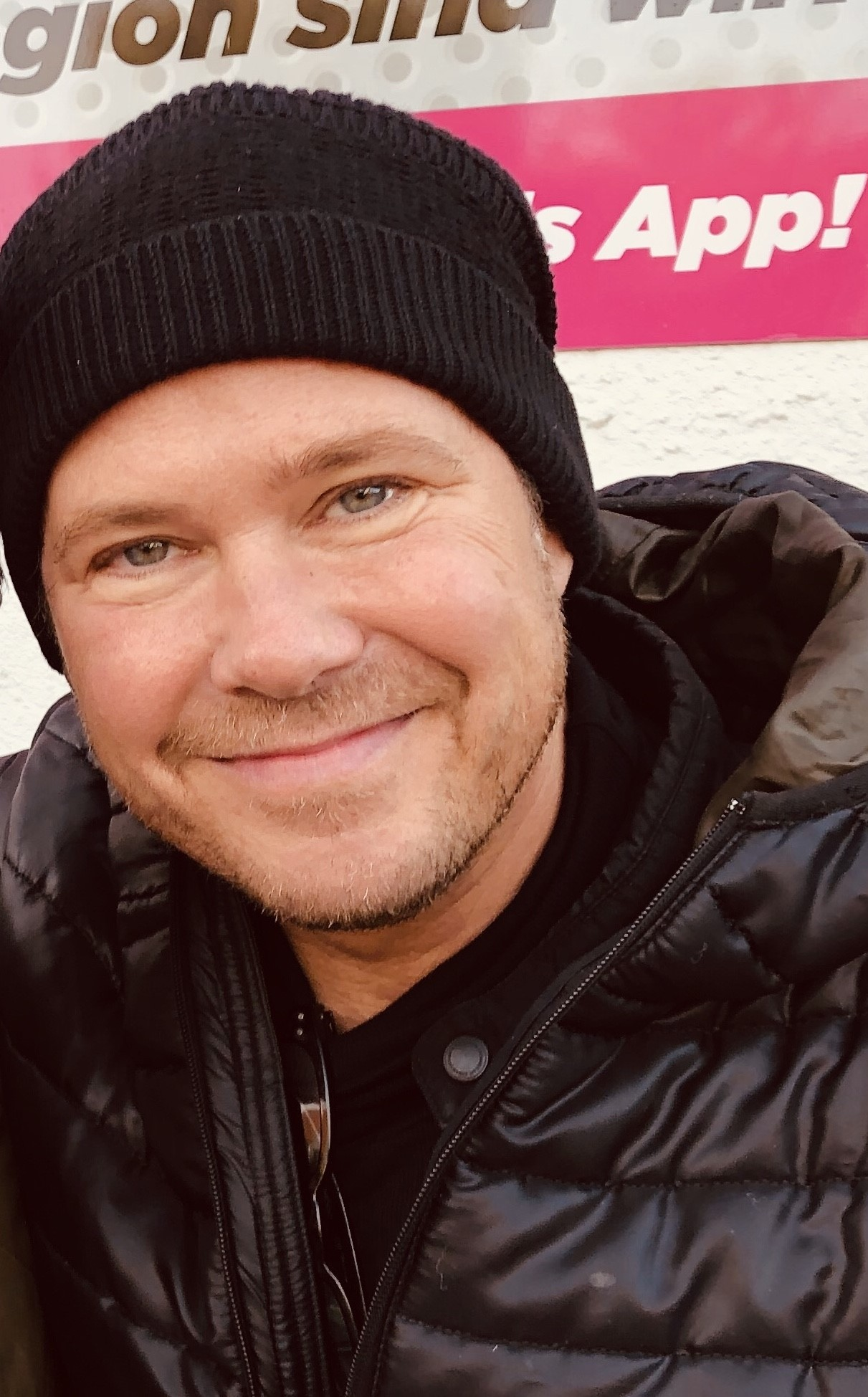
Martin Scholz (2019)

Martin Scholz (* 3. Oktober 1974 in Bremen) ist ein deutscher Sänger, Schauspieler sowie Fernseh- und Radiomoderator. Er war Sänger der deutschen Boygroup Touché und von 2002 bis 2007 Moderator beim deutschen Fernsehsender 9Live.

## Leben und Wirken

### Musikalische Laufbahn
Mit 15 Jahren gründete Martin Scholz seine erste Band (Scénic Fleur). Er absolvierte eine Berufsausbildung zum Friseur. Später formierte er zusammen mit Glenn Frey die von Dieter Bohlen produzierte Boygroup „Touché“. Mit ihr erreichte er zwischen 1997 und 1999 mit sechs Singles und zwei Alben die deutschen Verkaufscharts. Als der Erfolg von Touché nachließ, versuchte Scholz, eine Solo-Karriere zu starten. Im Frühjahr 2015 gab es ein Comeback der Band Touché, bei dem auch Scholz mitwirkte.
Mit seiner damaligen Lebenspartnerin Caro Behma bildete er von 2016 bis 2019 das nur marginal erfolgreiche Pop-Duo WIR. Zusammen mit dem Caught-in-the-Act-Bandmitglied Lee Baxter gründete er 2020 das Duo 90twoDegrees. Am 19. Juni 2020 erschien die erste gemeinsame Single Feel it Again.

### Moderator
Von August 2002 bis Ende 2007 führte er bei 9Live, kabel eins und Sat.1 durch das Programm der Call-in-Shows. Von Januar 2009 bis April 2010 war er regelmäßig im Call-In-Format Masterquiz auf Super RTL zu sehen. Von August 2014 bis Ende 2015 moderierte er das Folx Quiz des Musiksenders Folx Music Television. Ab Januar 2019 war er fester Moderator beim regionalen Radiosender Radio 90vier.

### Schauspieler
Seit 2003 trat er wiederholt als Darsteller auf. Er spielte im Splatter Der VIII. Grad (Regie: Robert Block) und hatte Kurzauftritte als Klempner in Frech wie Janine (Regie: Markus Hansen), sowie als DJ Weldi (2005) und Timo Sattler (2007) in  Verbotene Liebe (Soap, ARD). In zwei Episoden von Aktenzeichen XY … ungelöst (2010) war Scholz als Kripobeamter und Tresorknacker zu sehen. In dem auf DVD erschienenen Kurzfilm Jenseits von Gut und Böse spielt er den Popstar Martin, der seine Schwester vergewaltigt und tötet.

## Privates
Scholz war von 1997 bis 1999 mit der Pop-Sängerin Sarah Connor und von 2012 bis Oktober 2013 mit der Schlagersängerin und Saphir-Gewinnerin Christin Stark liiert. Mit seiner inzwischen getrennt Lebenden Partnerin Caro Behma verband ihn auch eine musikalische Zusammenarbeit im Duo WIR.

## Diskografie
Für die Diskografie von Touché, siehe Touché_(Band)/Diskografie.

### Album
- 2014: Unbesiegbar

### Singles

#### Solo
- 2010: Steh' Wieder Auf
- 2010: Du Und Ich
- 2011: Du machst mich ATEMLOS
- 2011: Wenn du gehst dann geh für immer
- 2012: Mitten ins Licht
- 2014: Sag ihm
- 2014: Heimweh
- 2015: Ich mach mein Ding (Party)
- 2020: Bin bei Dir
- 2021: Time for Reality

#### Mit WIR
- 2016: Dein Magnet
- 2016: Schlaflos
- 2017: Wir zusammen
- 2017: Sommer 17
- 2017: 1 2 3
- 2018: Atemlos

#### Mit 90twoDegrees
- 2020: Feel it Again
- 2020: Lift Me Up

## Filmografie
- 1997, 2006: Unter uns (Daily Soap)
- 2003: Der VIII. Grad
- 2004: Frech wie Janine (Fernsehserie)
- 2005, 2007: Verbotene Liebe (Daily Soap)
- 2006: Dating Vietnam
- 2006–2007: Pleitegeier
- 2007: Jenseits von Gut und Böse (Kurzfilm)